# Shirley Manson

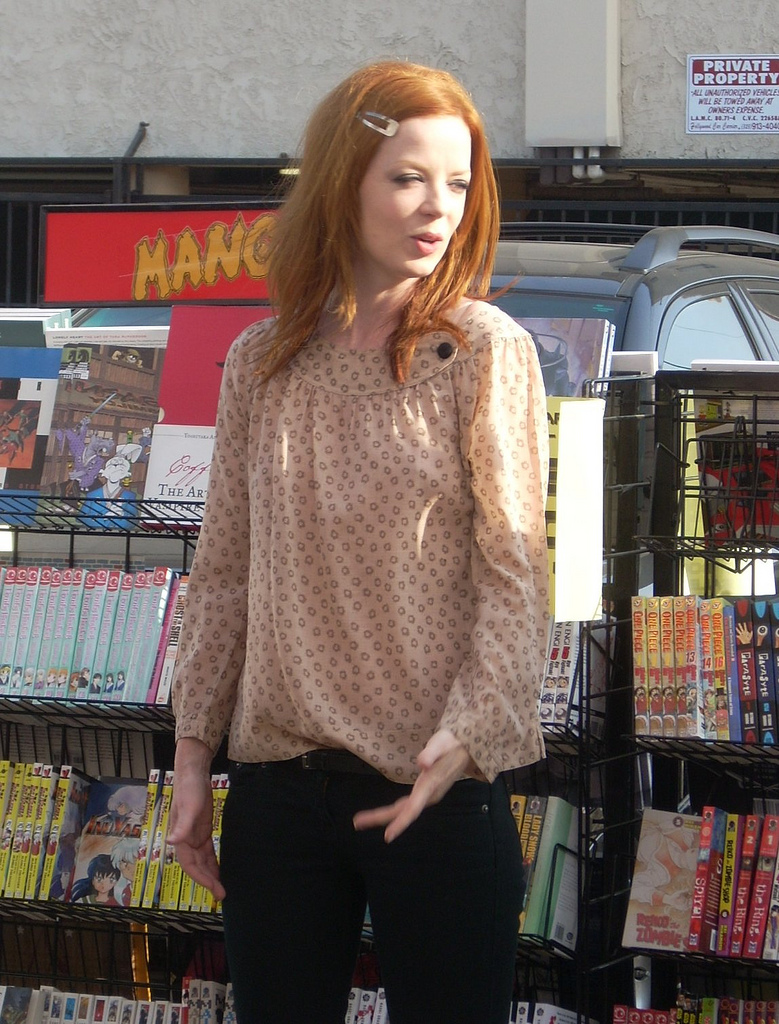
Shirley Manson în 2010

Shirley Ann Manson (n. 26 august 1966 în Edinburgh, Scoția) este cunoscută drept vocalista formației de rock alternativ Garbage. În prezent locuiește în Los Angeles, SUA.

## Biografie
Shirley Manson este fiica lui John Mitchell (profesor universitar) și a Muriel Flora Manson (cântăreață într-o formație big band).
Shirley fost backing-vocal/clăpară a formației rock scoțiene Goodbye Mr. Mackenzie din 1984 până în 1993. În 1993 o parte din membrii Goodbye Mr. Mackenzie au format trupa rock Angelfish cu Shirley Manson vocalistă. Această formație a scos un singur album, Angelfish, în 1994.
Din 1994 ea este vocalista formației Garbage. Shirley scrie de asemenea toate versurile pieselor Garbage și ajută la compunerea lor.
Manson a înregistrat și un album solo dar casa de discuri Geffen Records a refuzat să-l lanseze în 2008, considerându-l prea "întunecat" ("too noir").
Shirley Manson a fost influențată de artiști precum Patti Smith, Siouxsie Sioux (de la Siouxsie and the Banshees), Chrissie Hynde (de la The Pretenders), David Bowie și Debbie Harry (de la Blondie).
În 2008 Shirley Manson a jucat rolul Catherine Weaver (un T-1001 Terminator) în al doilea și ultimul sezon al serialului Terminator: The Sarah Connor Chronicles.

## Discografie selectivă

### Goodbye Mr. Mackenzie
Creditată ca voce de fundal și clape
- Good Deeds and Dirty Rags (1988)
- Hammer and Tongs (1991)
- Five (1993)

### Angelfish
Creditată ca lead vocal și chitară
- Angelfish (1994)

### Garbage
Creditată ca lead vocal, compozitoare și chitaristă
- Garbage (1995)
- Version 2.0 (1998)
- Beautiful Garbage (2001)
- Bleed Like Me (2005)
- Not Your Kind of People (2012)
- Strange Little Birds (2016)